# Bataille de Zurich, 25 septembre 1799
La Bataille de Zurich, 25 septembre 1799 est un tableau de François Bouchot, peint en 1835. Il s'agit de l'une des œuvres visibles dans la galerie des batailles, au château de Versailles, en France.

## Description
La Bataille de Zurich est une huile sur toile, de 4,65 m de haut sur 5,43 m de long. Elle représente une scène de la bataille de Zurich, en 1799.

## Localisation
L'œuvre est située dans la galerie des batailles, dans le château de Versailles. Les toiles de la galerie étant disposées par ordre chronologique, elle est placée entre celles représentant la bataille de Rivoli (1797) et la bataille de Hohenlinden (1800).

## Historique
En 1833, le roi Louis-Philippe, au pouvoir depuis 3 ans, décide de convertir le château de Versailles en musée historique de la France. La galerie des Batailles est inaugurée en 1837. 33 toiles monumentales y sont disposées, dépeignant des épisodes militaires de l'histoire de France.
François Bouchot peint la toile en 1835.

## Artiste
François Bouchot (1800-1842) est un peintre français.